# Gladiolus undulatus
Gladiolus undulatus là một loài thực vật có hoa trong họ Diên vĩ. Loài này được L. miêu tả khoa học đầu tiên năm 1767.